# Rã-arborícola-europeia
A rã-arborícola-europeia (Hyla arborea), também conhecida como rela (em Portugal), é uma pequena rã pertencente à família Hylidae. Podem ser vistas em dias húmidos e nublados, porém, atingem os níveis máximos de actividade durante a noite.
Historicamente, as relas foram utilizadas como barómetros devido ao facto de começarem a coaxar ao sentirem a aproximação de chuva. Dependendo da subespécie, temperatura, humidade ou disposição da rã, a sua cor pode variar entre as tonalidades verde-tropa a verde intenso, passando pelo cinzento, castanho e amarelo. Vive no máximo 10 anos.

## Morfologia
A sua cabeça é arredondada, o lábio superior é descaído, a sua pupila tem a forma de uma elipse horizontal e o tímpano é facilmente identificável. 
Os machos podem ser distinguidos das fêmeas pela sua cor castanho-amarelado e grandes sacos vocais na zona da garganta. O seu amplexo (acasalamento) é axilar. Tanto machos como fêmeas adultas atingem tamanhos entre 30–40 mm, podendo mais raramente atingir os 45–50 mm. O dorso suave, brilhante e normalmente de um verde-folha, está separado do ventre acinzentado a branco-amarelado por uma risca escura, que se estende desde os nostrilos, sob o olho e tímpano, até à virilha. Ambas as suas pernas anteriores e posteriores comprida, com 4 e 5 dedos, respectivamente. Nas patas posteriores apresentam membranas interdigitais relativamente bem desenvolvidas.

## Distribuição
Distribuída por toda a Europa desde a Ucrânia e Bielorrússia, até aos Balcãs, Creta, Itália, Benelux, Alemanha, a maior parte da França e as zonas temperadas do noroeste da Península Ibérica (Portugal e Espanha). Está ausente das ilhas Britânicas, da maior parte da Escandinávia e Dinamarca, dos Alpes e de pequenas áreas do norte dos Países Baixos e Alemanha.

## Habitat
Vive nas orlas dos charcos, lagoas e ribeiras com vegetação emergente alta e densa (juncos, canas ou silvas) 
que utiliza como refúgio. Também pode ser observada em prados húmidos e terrenos encharcados, com vegetação herbácea e arbustiva abundantes.

## Alimentação
A sua alimentação consiste essencialmente em invertebrados diversos, nomeadamente aranhas, formigas, moscas, centopeias, percevejos e pequenos escaravelhos.

## Reprodução
O período reprodutivo inicia-se na Primavera, quando os machos cantam durante a noite nas orlas dos charcos e ribeiras onde se reproduzem e são as primeiros a chegar a esses locais.
Cada fêmea pode depositar cerca de 200 a 1400 ovos.
- Commons
- Wikispecies

## Galeria

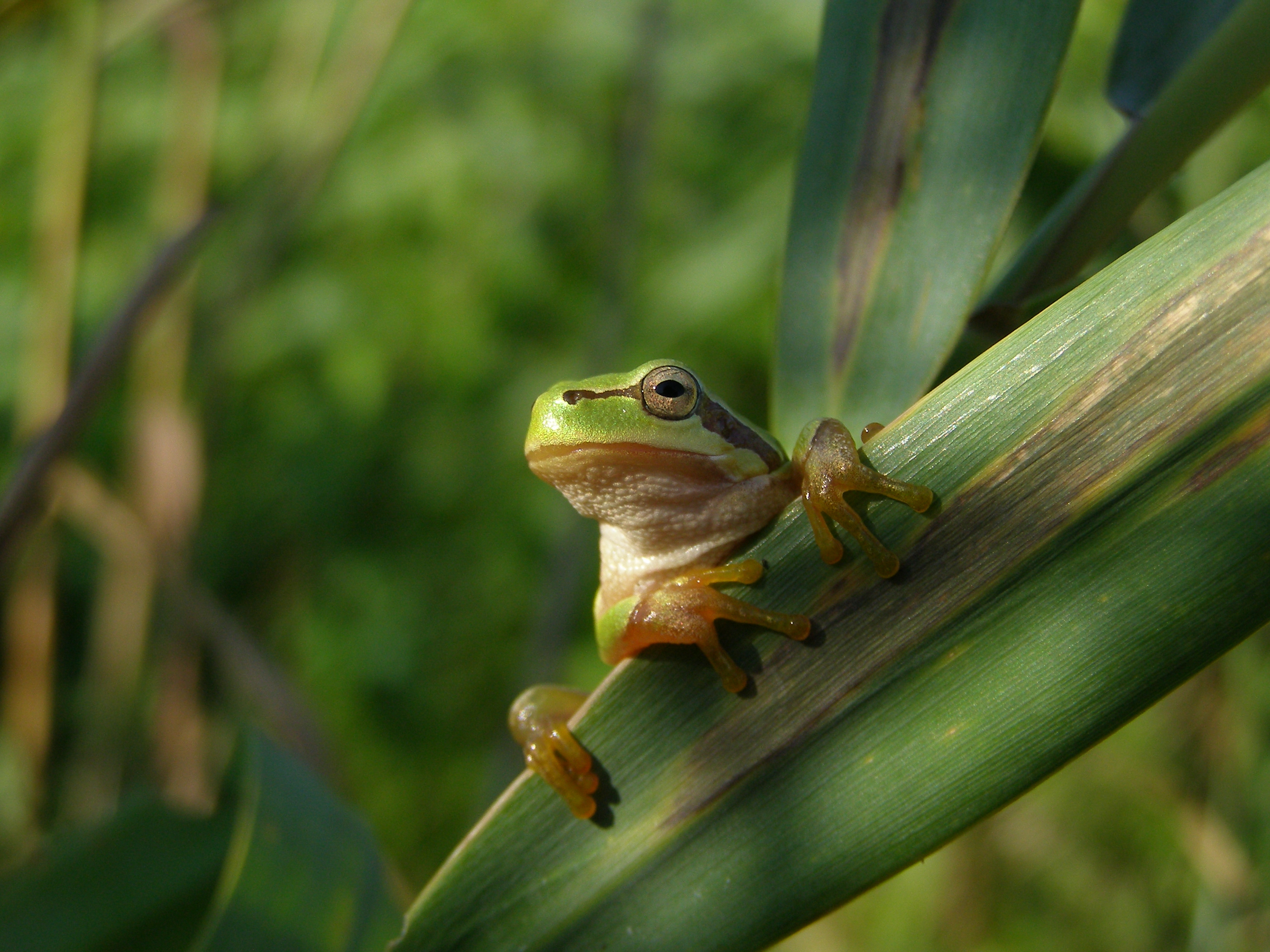
Hyla arborea.
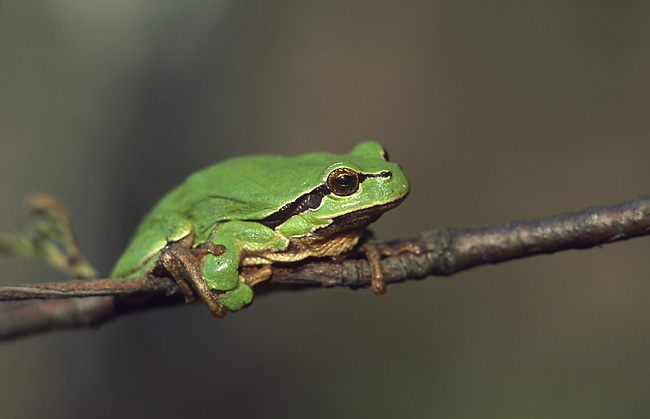
Hyla arborea.
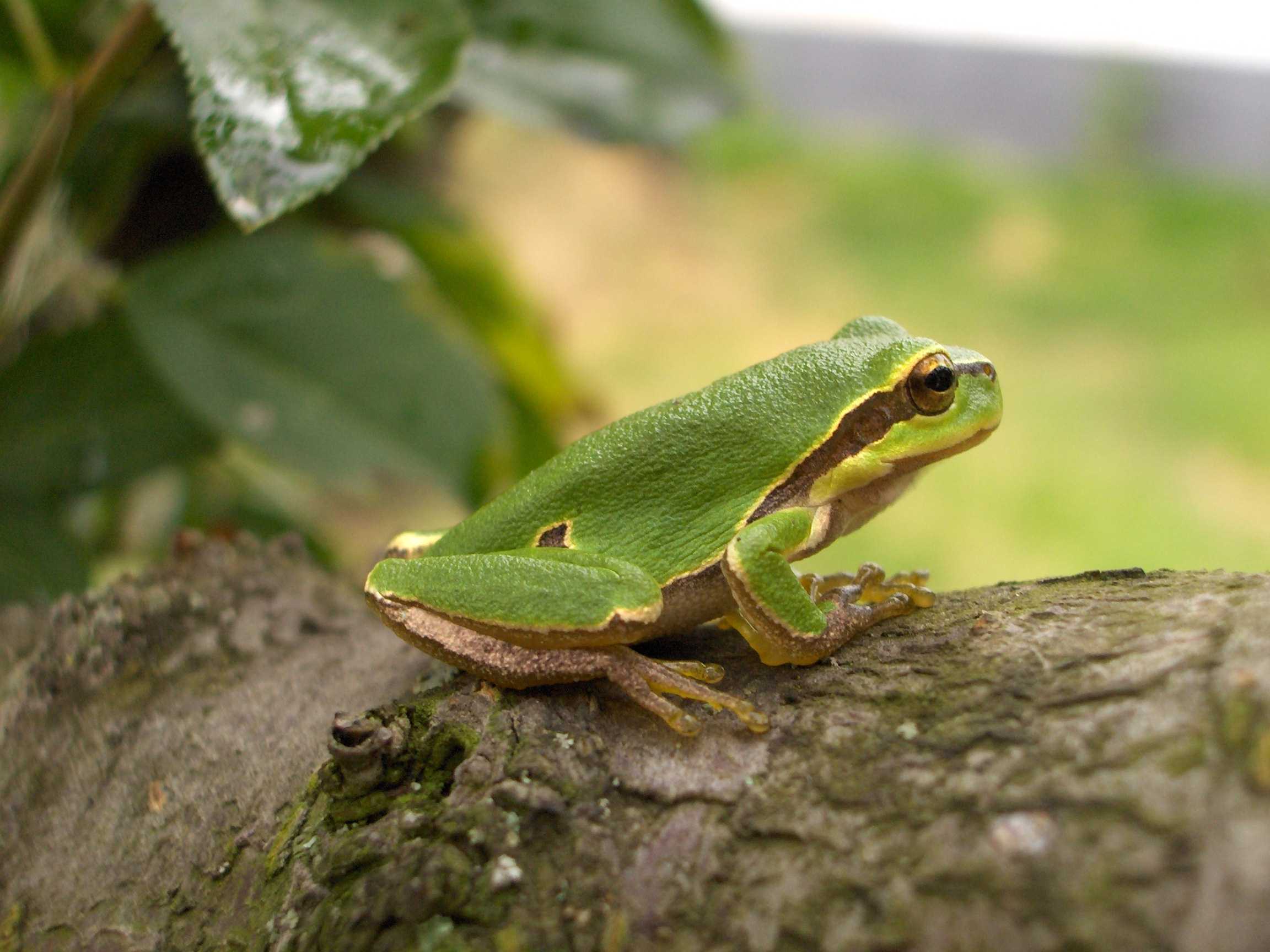
Hyla arborea.
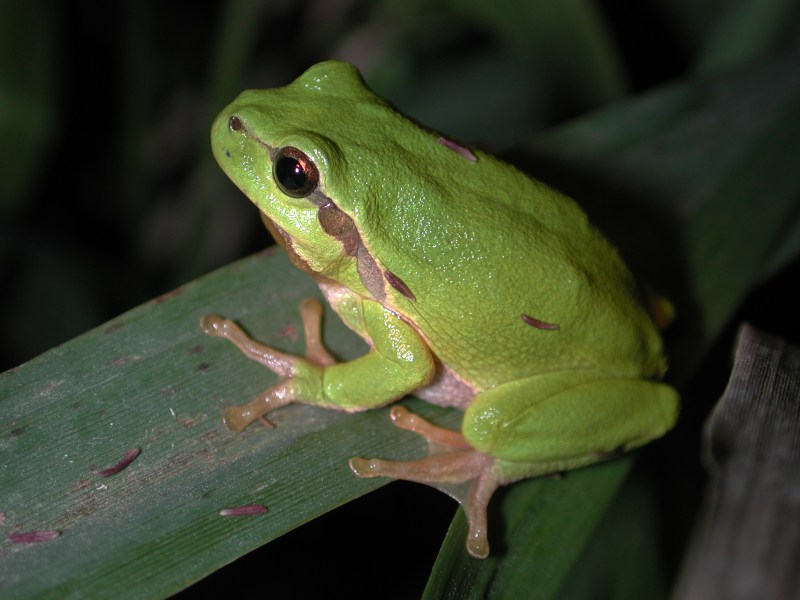
Hyla arborea.